# Copiii fiarei
Copiii fiarei (titlu original: Children of the Corn IV: The Gathering) este un film american de groază din 1996 regizat de Greg Spence. Rolurile principale au fost interpretate de actorii Naomi Watts, Brent Jennings și Karen Black. Este al patrulea film din seria Children of the Corn.

## Distribuție
- Naomi Watts - Grace Rhodes
- Jamie Renée Smith - Margaret Rhodes
- Karen Black - June Rhodes
- Brent Jennings - Donald Atkins
- Toni Marsh - Sandra Atkins
- Lewis Flanagan III - Marcus Atkins
- Mark Salling - James Rhodes
- Brandon Kleyla - Josiah
- Salle Ellis - Jane Nock
- Marietta Marich - Rosa Nock
- Jonathan Patterson - Charlie McLellan
- Joshua Patterson - Scott McLellan
- Kay Bower - Janet McLellan
- Samaria Graham - Mary Anne
- William Windom - Doc Larson
- Adam Lidberg - Michael
- Libby Villari - mama lui Michael
- Stephen Earnhart - Wilks
- James Krieg - Smits
- Richard Gross - Șeriful Biggs

## Producție
Filmările au avut loc în 1994 în Austin, Texas.